# Treglia
Treglia (in croato Trilj, italianizzato in Trigl, in latino Pons Tiluri) è una città croata di 9 417 abitanti, situata a nord-est di Spalato facente parte della Regione spalatino-dalmata in Dalmazia.

## Geografia fisica
Il comune occupa un territorio prevalentemente collinare dell'entroterra dalmata. Il capoluogo è attraversato dal fiume Cetina, che proprio a monte del ponte di Treglia vede la propria stretta valle aprirsi nell'ampia e fertile piana di Signo che spazia verso nord-ovest fin oltre la città omonima.

## Storia

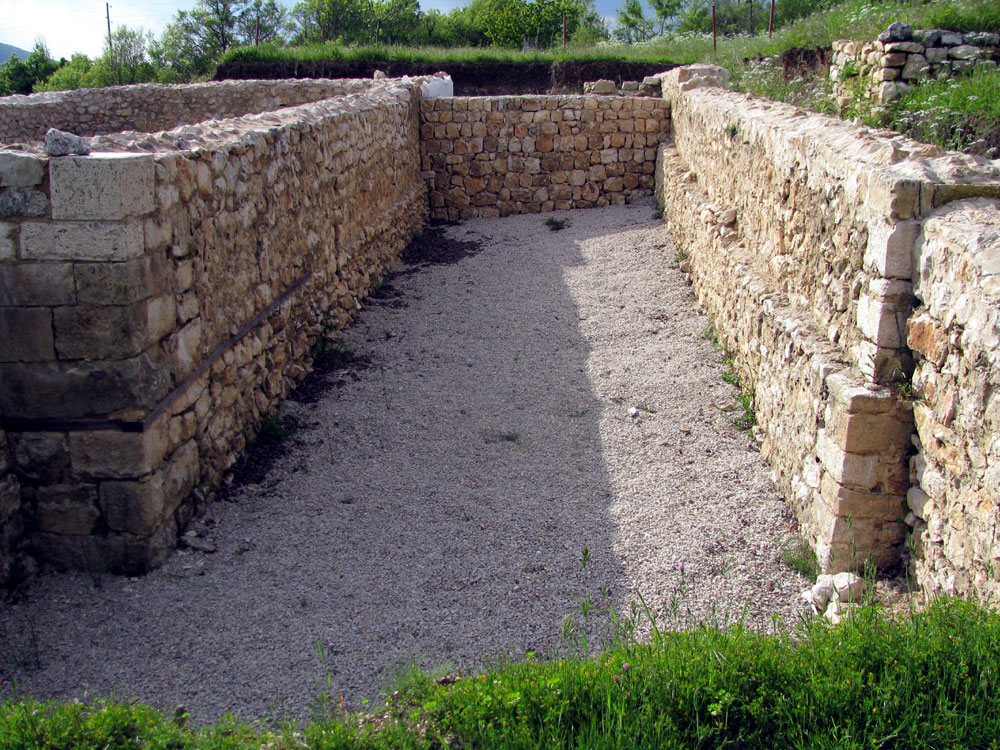
Tilurium

Alla sommità della collina di Gardun, a solo 1 km a sud da Treglia, sorgono i resti della fortezza legionaria dell'antica Tilurium uno dei principali insediamenti romani della Dalmazia, dove risiedeva per il controllo del territorio la Legio VII Claudia insediata in questa zona a seguito delle rivolte scoppiate nella provincia nel 6 d.C.
La località è nota anche per il massacro di Treglia, perpetrato contro l'esercito italiano di stanza in Dalmazia nel settembre del 1943, dopo l'armistizio di Cassibile.

## Società

### Evoluzione demografica
Secondo il censimento del 2001 il capoluogo di Treglia conta 2 381 abitanti, mentre in tutto il comune se ne contano 10.799.

## Geografia antropica

### Località
La città di Treglia è suddivisa nelle 26 frazioni (naselja) di seguito elencate. Tra parentesi il nome in lingua italiana, generalmente desueto.
- Bisko (Bisco[2][5][6] o Blisca[5])
- Budimir (Budimiri[7])
- Čačvina
- Čaporice
- Jercović (Gardun[3][6])
- Grab
- Jabuka
- Kamensko
- Košute
- Krivodol
- Ljut
- Nova Sela (Novasella[8][9])
- Podi
- Rože
- Strizirep
- Strmendolac (Starmendolaz[6])
- Tijarica (Tiarizze[6])
- Trilj (Treglia)
- Ugljane (Ugliane[10] o Ugliani[11])
- Vedrine
- Velić
- Vinine
- Vojnić Sinjski
- Voštane (Vostane[2][6])
- Vrabač (Vrabaz[6])
- Vrpolje (Verpoglie[2][6])